# مرلین بریج
مرلین بریج (انگلیسی: Marilyn Bridges؛ زادهٔ ۱۹۴۸) عکاس اهل ایالات متحده آمریکا است.
وی همچنین برندهٔ جوایزی همچون کمک‌هزینه گوگنهایم و برنامه فولبرایت شده‌است.